# 김정희 (1896년)
김정희(金井喜, 일본식 이름: 金井喜一, 1896년 ~ ?)는 일제강점기의 교육인 출신 관료이다.

## 생애
1915년에 경상남도 사천군의 사천공립보통학교 훈도를 맡으며 교육계에 투신했다. 이듬해에는 고성군의 고성공립보통학교로 이동했고, 1923년에 개천공립보통학교 훈도가 되면서 교장 사무취급을 겸했다.
1924년에 조선공립사범학교 서기 겸 교유에 임명되었으며, 1925년에는 진주공립보통학교 교유가 되었다. 1929년에 진동공립보통학교 훈도 겸 교장을 거쳐 같은 해 진북공립보통학교 교장이 되었다.
1930년에 경상남도 시학에 임명되고 경남 내무부 학무과에서 근무하면서 교육행정 관료로 전직했다. 1933년에 일본 정부로부터 훈8등 서보장을 수여받았고, 1935년 조선총독부가 시정 25주년을 기념해 표창한 표창자 명단에도 들어 있다.
관료로서 능력을 인정받아 1937년에 총독부 군수로 발탁되었으며, 양산군, 사천군, 합천군 군수를 역임했다. 일제 강점기 말기인 1943년에는 합천군수로 재직 중이었고, 종6위 훈6등에 서위되어 있었다.
2008년 민족문제연구소가 발표한 민족문제연구소의 친일인명사전 수록예정자 명단의 관료 부문에 포함되었다.

## 참고자료
- 김정희(金井喜) - 국사편찬위원회